# Osmoxylon masarangense
Osmoxylon masarangense är en araliaväxtart som beskrevs av William Raymond Philipson. Osmoxylon masarangense ingår i släktet Osmoxylon och familjen Araliaceae. Inga underarter finns listade.

## Bildgalleri

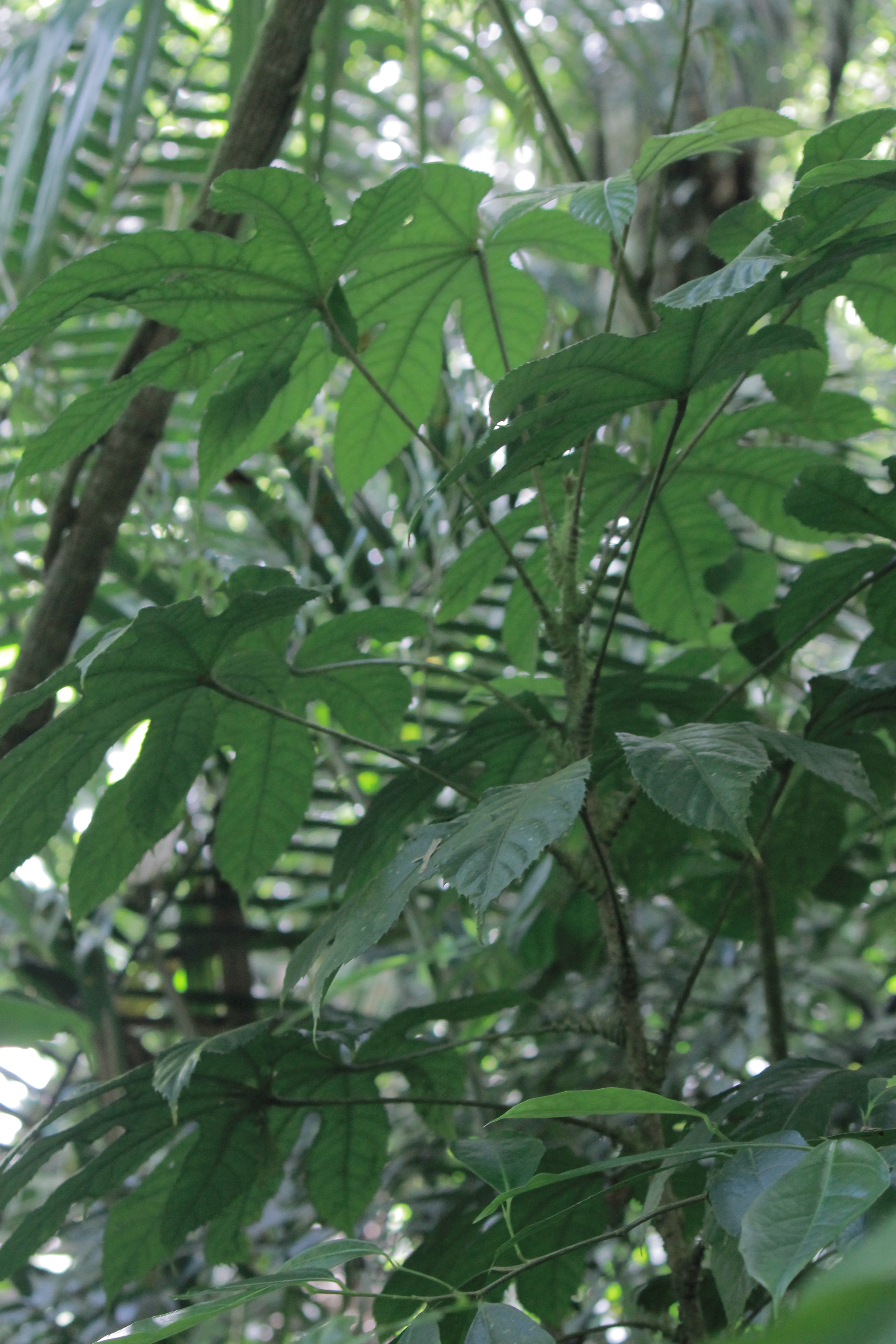